# Andra världskriget i Europa

Animation över andra världskriget i Europa.

Andra världskriget utspelade sig till stor del i Europa, som tillsammans med angränsande områden i Nordafrika, Mellanöstern och på Atlanten utgjorde den europeiska krigsskådeplatsen, engelska European Theatre. Den andra stora krigsskådeplatsen var Stilla havet och Ostasien, som brukar benämnas Stillahavskriget.
I Europa hade andra världskriget vissa likheter med första världskriget, där Nazityskland var huvudfiende till Storbritannien, Frankrike och Ryssland (senare Sovjetunionen).
Kriget i Europa började med Nazitysklands invasion av Polen 1939, och avslutades med Tysklands kapitulation 1945. Frontlinjerna var västfronten, östfronten och Medelhavet/Nordafrika (i ökenkriget).

## Förlopp
Andra världskriget anses traditionellt sett ha börjat 1 september 1939, dagen då Nazityskland invaderade Polen på falska grunder. I den tyska propagandan utmålades Polen som ett land som förföljde sin tysktalande minoritet och alldeles innan invasionen iscensatte tyskarna Gleiwitzincidenten, ett angrepp under falsk flagg som fungerade som omedelbar förevändning för invasionen. Frankrike och Storbritannien, som garanterat Polens självständighet i en militärallians, svarade 3 september med krigsförklaringar mot Tyskland. 17 september gick sovjetiska styrkor över den polska gränsen och började ockupera östra Polen (de allierade förklarade dock inte krig mot Sovjetunionen). 6 oktober 1939 var det organiserade motståndet slut då hela Polen ockuperats av antingen Nazityskland eller Sovjetunionen. Den polska regeringen gick i exil och kampen mot ockupationen fortsatte med den polska motståndsrörelsen Armia Krajowa ("Hemarméen"). 
30 november 1939 invaderade Sovjetunionen Finland vilket inledde Vinterkriget. I enlighet med Molotov–Ribbentrop-pakten lämnade Nazityskland ingen hjälp till Finland, som dock fick viss hjälp från Sverige och de allierade. 13 mars 1940 upphörde striderna efter ett fredsavtal inträtts (Moskvafreden), i den fick Finland göra stora landavträdelser till Sovjetunionen.
Under tiden på västfronten, på gränsen mellan Tyskland och Frankrike, skedde ytterst lite militärt då de franska trupperna nöjde sig med att ta skydd bakom Maginotlinjen medan huvuddelen av de tyska trupperna var upptagna i Polen. (det så kallade Låtsaskriget). Luftkriget var på västfronten fortfarande i sin linda, de brittiska tunga bombplanen släppte ofta ner propagandablad istället för bomber över Tyskland vid denna tid. 
16 februari 1940 skedde Altmarkaffären då brittiska äntringstrupper bordade det tyska tankfartyget Altmark på neutralt norskt territorialvatten för att befria brittiska krigsfångar ombord. Adolf Hitler såg affären som ett bevis för att Norge inte skulle försvara sig i händelse av en allierad intervention i Norge (för att skära av den viktiga importen av svensk järnmalm till Tyskland) och beordrade därför invasionen av Norge och Danmark som gick av stapeln 9 april 1940. Allierade trupper landsattes i norra Norge och striderna fortsatte till 7 juni 1940, då de allierade på grund av händelseförloppet i Frankrike var tvungna att evakuera. Den norska regeringen och kungahuset gick i exil till London. 10 maj 1940 ockuperade britterna Island
10 maj 1940 inleddes så slaget om Frankrike, då de tyska trupperna invaderade de neutrala Beneluxländerna och Frankrike. Genom att avancera genom det skogbeklädda bergsområdet Ardennerna lyckades man skära av och omringa de allierade enheterna som hade avancerat in i Belgien. Under striderna evakuerades den brittiska expeditionskåren (BEF) och många franska soldater från staden Dunkerque under Operation Dynamo. Belgien och Nederländerna besegrades efter en kort kamp (Belgien gav sig 28 maj; Nederländerna 14 maj). Den nederländska regeringen och kungahus gick i exil till Storbritannien, medan den belgiska kungen valde att stanna i landet (regeringen gick dock i exil). 5 juni lyckades tyska styrkor överflygla Maginotlinjen och ryckte djupt in i Frankrike. 10 juni flydde den franska regeringen till staden Bordeaux. Frankrikes huvudstad Paris ockuperades den 14 juni. Den 17 juni meddelade den franske konseljpresidenten Philippe Pétain att Frankrike skulle förhandla om vapenvila. Den 22 juni undertecknades ett vapenstillestånd mellan Frankrike och Tyskland som trädde i kraft den 25 juni (vapenstilleståndet i Compiègneskogen). Frankrike delades upp i en tysk ockupationszon i norr och väster, en liten italiensk ockupationszon i sydost, och en obemannad zon, zone libre, i söder. En marionettstat, Vichyfrankrike, med Pétain som statschef, administrerade alla tre zonerna enligt de villkor som angavs i vapenvilan. 
Italien förklarade opportunistiskt krig mot Frankrike och Storbritannien den 10 juni. De italienska trupperna kunde dock inte avancera särskilt långt in på fransk mark trots numerärt överläge. Italiens ledare Benito Mussolini var övertygad om att kriget nästan var över när han lät förklara krig mot de allierade. Detta visade sig vara en grov missräkning för hans del och kriget spred sig nu till Nord- och Östafrika där Italien hade kolonier. 
Efter att slaget om Frankrike var över, stod kriget mellan Tyskland och Italien å ena sidan och Brittiska samväldet och exilregeringarnas styrkor (deras främsta styrka fanns i de kolonier de fortfarande kontrollerade) å andra sidan. 10 juli 1940 inleddes slaget om Storbritannien där Tysklands flygvapen (Luftwaffe) försökte tilltvinga sig luftherravälde över engelskt luftrum och krossa Storbritanniens flygvapen (RAF) som lidit svåra förluster under slaget om Frankrike. Det tyska målet var att tvinga Storbritannien till kapitulation eller neutralitet men med hjälp av bland annat den nya tekniken radar lyckades britterna motstå anfallet. 7 september bytte tyskarna strategi och började bomba städer istället för militära mål, denna kampanj (Blitzen) avslutades i maj 1941, då Luftwaffes styrkor drogs samman i Östeuropa inför invasionen av Sovjetunionen. 
Italien inledde Balkanfälttåget 28 oktober 1940 genom att invadera det neutrala Grekland från Albanien. Målet var både att öka på territorier som kontrollerades av Italien i Medelhavet och att stärka Italiens position gentemot Tyskland på Balkan efter att tyska trupper marscherat in i Rumänien. Kriget blev dock en katastrof för de dåligt förbereda italienska styrkorna som trängdes tillbaka på albanskt territorium av grekerna vilket föranledde en tysk intervention. Brittiska trupper hade landsatts i Grekland vilket gjorde situation trängande för tysk del. 6 april 1941 invaderade tysk-italienska styrkor Grekland som snart erövrades. Slaget om Grekland) följdes upp med slaget om Kreta då de tyska luftburna styrkorna i och för visso lyckades ockupera den grekiska ön, dock led de tyska fallskärmsjägarna så svåra förluster att de inte användes i några större luftlandsättningar under resten av kriget (vilket påverkade invasionen av Sovjetunionen och gjorde att tyskarna tvekade att invadera Malta som var en viktig brittisk bas i Medelhavet). 
I Jugoslavien skedde 26 mars 1941 en statskupp som avsatte den tyskvänliga regeringen. Detta ledde till att Hitler beordrade invasionen av Jugoslavien, som gick av stapeln samtidigt som invasionen av Grekland, 6 april. Motståndet kollapsade snart och 18 april kapitulerade den Jugoslaviska armén. I både Grekland och Jugoslavien utvecklades med tiden omfattande motståndsrörelser. Tyskland och Italien som ockuperade Jugoslavien gemensamt, styckade landet efter etnisk tillhörighet, bland annat etablerades den tyska marionettstaten Oberoende staten Kroatien. 
Italiens inträde i kriget påbörjade belägringen av Malta där axelmakternas flygvapen försökte neutralisera den strategiskt viktiga ön Malta som militär bas åt de allierade. Över två år av intensiva bombanfall misslyckades att knäcka försvaret på ön som utgjorde en vital bas för den allierade krigföringen i Nordafrika. Belägringen hävdes i november 1942 då krigslyckan vänt emot axelmakterna i Nordafrika. 
Den sedan länge förberedda tyska invasionen av Sovjetunionen gick av stapeln 22 juni 1941. Den tyska krigsmakten hade inledningsvis stora framgångar och tog miljontals sovjetiska fångar men under hösten och vintern stannade offensiven upp. I bitter vinterkyla utanför Sovjetunionens huvudstad Moskva nådde så de tyska trupperna sitt högvattenmärke innan de trängdes tillbaka av en massiv sovjetisk motoffensiv i slaget om Moskva. Tyskarna retirerade men ockuperade efter situationen stabiliserats fortfarande betydande sovjetiska områden. Härmed inleddes de blodigaste striderna under andra världskriget i Europa som slutade först när kriget i Europa avslutades med Tysklands kapitulation i maj 1945. 8 september 1941 inleddes den 900 dagar långa belägringen av Leningrad. 
Ungefär samtidigt som slaget om Moskva stod i Sovjetunionen så skedde 7 december 1941 den japanska attacken mot Pearl Harbor (en amerikansk flottbas på Hawaii). För att stötta sin partner i tremaktspakten så förklarade Tyskland och Italien krig mot USA vilket ledde till att USA nu blev direkt inblandat på den europeiska krigsskådeplatsen (tidigare hade man sålt vapen till de allierade och gett annat stöd genom Lend-Lease Act. 